# 1. Fußball-Club Kaiserslautern 1981-1982
Questa voce raccoglie le informazioni riguardanti il 1. Fußball-Club Kaiserslautern nelle competizioni ufficiali della stagione 1981-1982.

## Stagione
Nella stagione 1981-1982 il Kaiserslautern, allenato da Karlheinz Feldkamp, concluse il campionato di Bundesliga al 4º posto. In Coppa di Germania il Kaiserslautern fu eliminato al primo turno dal Werder Brema. In Coppa UEFA il Kaiserslautern fu eliminato in semifinale dal IFK Göteborg.

## Rosa
| N. |                     | Ruolo | Calciatore         |
| -- | ------------------- | ----- | ------------------ |
|    | Svezia (bandiera)   | P     | Ronnie Hellström   |
|    | Germania (bandiera) | P     | Thomas Henrichs    |
|    | Germania (bandiera) | P     | Armin Reichel      |
|    | Germania (bandiera) | D     | Andreas Brehme     |
|    | Germania (bandiera) | D     | Hans-Peter Briegel |
|    | Germania (bandiera) | D     | Michael Dusek      |
|    | Germania (bandiera) | D     | Bernd Gerber       |
|    | Germania (bandiera) | D     | Hans-Günter Neues  |
|    | Germania (bandiera) | D     | Manfred Plath      |
|    | Germania (bandiera) | D     | Wolfgang Wolf      |
|    | Germania (bandiera) | C     | Hans Bongartz      |

| N. |                          | Ruolo | Calciatore         |
| -- | ------------------------ | ----- | ------------------ |
|    | Germania (bandiera)      | C     | Lutz Eigendorf     |
|    | Germania (bandiera)      | C     | Norbert Eilenfeldt |
|    | Germania (bandiera)      | C     | Friedhelm Funkel   |
|    | Germania (bandiera)      | C     | Reiner Geye        |
|    | Germania (bandiera)      | C     | Werner Melzer      |
|    | Germania (bandiera)      | A     | Axel Brummer       |
|    | Germania (bandiera)      | A     | Erhard Hofeditz    |
|    | Germania (bandiera)      | A     | Bruno Hübner       |
|    | Germania (bandiera)      | A     | Dieter Kitzmann    |
|    | Corea del Sud (bandiera) | A     | Jong-Won Park      |

## Organigramma societario
Area tecnica
- Allenatore: Karlheinz Feldkamp
- Allenatore in seconda:
- Preparatore dei portieri:
- Preparatori atletici:

## Calciomercato

### Sessione estiva
| Acquisti | Acquisti            | Acquisti            | Acquisti |
| R.       | Nome                | da                  | Modalità |
| -------- | ------------------- | ------------------- | -------- |
| D        | Andreas Brehme      | Saarbrücken         |          |
| C        | Norbert Eilenfeldt  | Arminia Bielefeld   |          |
| A        | Bruno Hübner        | Wehen Wiesbaden     |          |
| D        | Michael Schuhmacher | Borussia M'gladbach |          |

| Cessioni | Cessioni            | Cessioni             | Cessioni |
| R.       | Nome                | a                    | Modalità |
| -------- | ------------------- | -------------------- | -------- |
| D        | Michael Schuhmacher | Uerdingen 05         |          |
| C        | Norbert Buschlinger | Alemannia Aquisgrana |          |
| C        | Jörn Kaminke        | Hassia Bingen        |          |
| D        | Reinhard Meier      | Kaiserslautern II    |          |
| C        | Josef Pirrung       | Wormatia Worms       |          |
| C        | Johannes Riedl      | Arminia Bielefeld    |          |
| A        | Benny Wendt         | Standard Liegi       |          |

### Sessione invernale
| Acquisti | Acquisti | Acquisti | Acquisti |
| R.       | Nome     | da       | Modalità |
| -------- | -------- | -------- | -------- |

| Cessioni | Cessioni | Cessioni | Cessioni |
| R.       | Nome     | a        | Modalità |
| -------- | -------- | -------- | -------- |

## Risultati

### Bundesliga

#### Girone di andata
| Arbitro: | Eschweiler |

|                   |           |                        |
| Löw 9’ Körbel 49’ | Marcatori | 73’ Funkel 77’ Briegel |

| Arbitro: | Assenmacher |

|            |           |            |
| Funkel 61’ | Marcatori | 10’ Magath |

| Arbitro: | Roth |

|                                    |           |            |
| Seliger 24’, 52’ (rig.) Szesni 89’ | Marcatori | 63’ Funkel |

| Arbitro: | Hennig |

|                                       |           |                   |
| Bongartz 26’ Brehme 35’ Eigendorf 61’ | Marcatori | 9’ Six 78’ Martin |

| Arbitro: | Ross |

|                            |           |                      |
| Mill 24’ Hannes 35’ (rig.) | Marcatori | 39’ Brehme 66’ Dusek |

| Arbitro: | Horeis |

|                                        |           |  |
| Briegel 17’ Funkel 48’, 58’ Hübner 85’ | Marcatori |  |

| Arbitro: | Heitmann |

|                                   |           |                            |
| Hoeneß 24’, 36’, 88’ Breitner 84’ | Marcatori | 32’ Briegel 70’ Eilenfeldt |

| Arbitro: | Horstmann |

|                                                     |           |                               |
| Melzer 3’ Hofeditz 4’, 71’ Briegel 13’ Bongartz 45’ | Marcatori | 51’ Økland 64’ (rig.) Glowacz |

| Darmstadt 3 ottobre 1981, ore 15:30 CET 9ª giornata | Darmstadt | 0 – 0 referto | Kaiserslautern | Stadion am Böllenfalltor (13 000 spett.)\| Arbitro: \| Pauly \| |
| Arbitro:                                            | Pauly     |               |                |                                                                 |

| Arbitro: | Risse |

|             |           |            |
| Briegel 75’ | Marcatori | 50’ Gruber |

| Arbitro: | Brehm |

|                                       |           |                                 |
| Wenzel 11’ (rig.), 40’ Theis 38’, 54’ | Marcatori | 22’ Hofeditz 50’ (rig.) Briegel |

| Arbitro: | Heitmann |

|                          |           |            |
| Eigendorf 14’ Funkel 44’ | Marcatori | 89’ Dohmen |

| Arbitro: | Stäglich |

|                        |           |                    |
| Hollmann 67’ Geyer 78’ | Marcatori | 88’ (rig.) Briegel |

| Arbitro: | Roth |

|                                 |           |                                  |
| Funkel 2’ Hofeditz 6’ Neues 43’ | Marcatori | 19’ Schreier 33’ Patzke 83’ Abel |

| Arbitro: | Correll |

|                         |           |                         |
| Abramczik 22’ Huber 38’ | Marcatori | 61’ Melzer 74’ Hofeditz |

| Arbitro: | Redelfs |

|                                         |           |                        |
| Täuber 5’ Heck 17’, 66’ Heidenreich 89’ | Marcatori | 43’ Briegel 72’ Melzer |

| Arbitro: | Messmer |

|                |           |            |
| Eilenfeldt 74’ | Marcatori | 83’ Allofs |

#### Girone di ritorno
| Arbitro: | Pauly |

|                                                                            |           |                       |
| Körbel 42’ (aut.) Briegel 43’ Funkel 61’ Eilenfeldt 83’, 88’ Eigendorf 90’ | Marcatori | 23’ Neuberger 25’ Cha |

| Arbitro: | Assenmacher |

|                                                     |           |  |
| Bastrup 7’ Hrubesch 63’ Wehmeyer 86’ von Heesen 89’ | Marcatori |  |

| Arbitro: | Umbach |

|                                  |           |  |
| Funkel 34’ Brummer 85’ Dusek 90’ | Marcatori |  |

| Arbitro: | Hennig |

|                                     |           |  |
| Reichert 30’, 47’, 52’ Ohlicher 38’ | Marcatori |  |

| Arbitro: | Retzmann |

|                                          |           |                  |
| Briegel 60’ (rig.) Hübner 68’ Funkel 88’ | Marcatori | 18’, 58’ Pinkall |

| Arbitro: | Ermer |

|                            |           |  |
| Riedl 16’ (rig.) Geils 89’ | Marcatori |  |

| Arbitro: | Stäglich |

|                          |           |                |
| Dusek 78’ Eilenfeldt 83’ | Marcatori | 43’ Rummenigge |

| Arbitro: | Klauser |

|  |           |              |
|  | Marcatori | 66’ Hofeditz |

| Arbitro: | Gabor |

|                                       |           |               |
| Brehme 27’ Eilenfeldt 31’ Briegel 48’ | Marcatori | 90’ Cestonaro |

| Arbitro: | Uhlig |

|  |           |             |
|  | Marcatori | 4’ Bongartz |

| Arbitro: | Mercier |

|             |           |          |
| Hofeditz 4’ | Marcatori | 5’ Weikl |

| Arbitro: | Ahlenfelder |

|          |           |                   |
| Bold 85’ | Marcatori | 70’ (aut.) Dohmen |

| Arbitro: | Wahmann |

|                                                                          |           |                                        |
| Briegel 25’ Eilenfeldt 54’ Kindermann 78’ (aut.) Melzer 83’ Bongartz 85’ | Marcatori | 16’ Pahl 31’ Tripbacher 68’ Kindermann |

| Arbitro: | Klauser |

|                   |           |                           |
| Patzke 15’ (rig.) | Marcatori | 65’ Brehme 68’ Eilenfeldt |

| Arbitro: | Brückner |

|                         |           |                 |
| Hofeditz 25’ Hübner 87’ | Marcatori | 66’ Burgsmüller |

| Arbitro: | Kasperowski |

|                        |           |            |
| Hofeditz 21’ Dusek 41’ | Marcatori | 89’ Täuber |

| Arbitro: | Ermer |

|                                   |           |                                              |
| Allofs 8’ Cullmann 34’ Strack 63’ | Marcatori | 24’ Neues 31’ Hofeditz 48’ Briegel 73’ Dusek |

### Coppa di Germania
| Arbitro: | Gabor |

|                     |           |  |
| Reinders 44’ (rig.) | Marcatori |  |

### Coppa UEFA
| Arbitro: | Petrović |

|                   |           |  |
| Brehme 29’ (rig.) | Marcatori |  |

| Arbitro: | Delmer |

|              |           |                               |
| Lipenski 15’ | Marcatori | 20’ Melzer 25’ (rig.) Briegel |

| Arbitro: | Mulder |

|                           |           |            |
| Rodionov 40’ Gavrilov 62’ | Marcatori | 82’ Funkel |

| Arbitro: | Arminio |

|                                      |           |  |
| Funkel 13’ Briegel 45’, 65’ Geye 55’ | Marcatori |  |

| Arbitro: | Menegali |

|          |           |  |
| Lato 46’ | Marcatori |  |

| Arbitro: | Igna |

|                                                    |           |                |
| Hofeditz 45’ Briegel 63’ Funkel 74’ Eilenfeldt 81’ | Marcatori | 87’ Guðjohnsen |

| Arbitro: | Christov |

|                                          |           |                       |
| Cunningham 31’ Hernández 35’ Juanito 68’ | Marcatori | 85’ (rig.) Eilenfeldt |

| Arbitro: | Palotai |

|                                                     |           |  |
| Funkel 7’, 14’ Bongartz 50’ Eilenfeldt 56’ Geye 73’ | Marcatori |  |

| Arbitro: | Schoeters |

|              |           |                  |
| Hofeditz 10’ | Marcatori | 29’ Corneliusson |

| Arbitro: | Yushka |

|                                      |           |          |
| Holmgren 43’ Fredriksson 102’ (rig.) | Marcatori | 58’ Geye |

## Statistiche

### Statistiche di squadra
| Competizione      | Punti | In casa | In casa | In casa | In casa | In casa | In casa | In trasferta | In trasferta | In trasferta | In trasferta | In trasferta | In trasferta | Totale | Totale | Totale | Totale | Totale | Totale | DR  |
| Competizione      | Punti | G       | V       | N       | P       | Gf      | Gs      | G            | V            | N            | P            | Gf           | Gs           | G      | V      | N      | P      | Gf     | Gs     | DR  |
| ----------------- | ----- | ------- | ------- | ------- | ------- | ------- | ------- | ------------ | ------------ | ------------ | ------------ | ------------ | ------------ | ------ | ------ | ------ | ------ | ------ | ------ | --- |
| Bundesliga        | 42    | 17      | 12      | 5       | 0       | 47      | 23      | 17           | 4            | 5            | 8            | 23           | 38           | 34     | 16     | 10     | 8      | 70     | 61     | +9  |
| Coppa di Germania | -     | 0       | 0       | 0       | 0       | 0       | 0       | 1            | 0            | 0            | 1            | 0            | 1            | 1      | 0      | 0      | 1      | 0      | 1      | -1  |
| Coppa UEFA        | -     | 5       | 4       | 1       | 0       | 15      | 2       | 5            | 1            | 0            | 4            | 5            | 9            | 10     | 5      | 1      | 4      | 20     | 11     | +9  |
| Totale            | 42    | 22      | 16      | 6       | 0       | 62      | 25      | 23           | 5            | 5            | 13           | 28           | 48           | 45     | 21     | 11     | 13     | 90     | 73     | +17 |

### Andamento in campionato
| Giornata  | 1 | 2 | 3  | 4 | 5  | 6 | 7 | 8 | 9 | 10 | 11 | 12 | 13 | 14 | 15 | 16 | 17 | 18 | 19 | 20 | 21 | 22 | 23 | 24 | 25 | 26 | 27 | 28 | 29 | 30 | 31 | 32 | 33 | 34 |
| --------- | - | - | -- | - | -- | - | - | - | - | -- | -- | -- | -- | -- | -- | -- | -- | -- | -- | -- | -- | -- | -- | -- | -- | -- | -- | -- | -- | -- | -- | -- | -- | -- |
| Luogo     | T | C | T  | C | T  | C | T | C | T | C  | T  | C  | T  | C  | T  | T  | C  | C  | T  | C  | T  | C  | T  | C  | T  | C  | T  | C  | T  | C  | T  | C  | C  | T  |
| Risultato | N | N | P  | V | N  | V | P | V | N | N  | P  | V  | P  | N  | N  | P  | N  | V  | P  | V  | P  | V  | P  | V  | V  | V  | V  | N  | N  | V  | V  | V  | V  | V  |
| Posizione | 7 | 9 | 11 | 9 | 11 | 7 | 9 | 7 | 7 | 7  | 7  | 6  | 9  | 9  | 9  | 10 | 9  | 9  | 11 | 9  | 11 | 11 | 11 | 10 | 9  | 8  | 8  | 9  | 8  | 7  | 6  | 5  | 5  | 4  |

Legenda:

Luogo: C = Casa; T = Trasferta. Risultato: V = Vittoria; N = Pareggio; P = Sconfitta.

### Statistiche dei giocatori
| Giocatore      | Bundesliga | Bundesliga | Bundesliga  | Bundesliga | Coppa di Germania | Coppa di Germania | Coppa di Germania | Coppa di Germania | Coppa UEFA | Coppa UEFA | Coppa UEFA  | Coppa UEFA | Totale   | Totale | Totale      | Totale     |
| Giocatore      | Presenze   | Reti       | Ammonizioni | Espulsioni | Presenze          | Reti              | Ammonizioni       | Espulsioni        | Presenze   | Reti       | Ammonizioni | Espulsioni | Presenze | Reti   | Ammonizioni | Espulsioni |
| -------------- | ---------- | ---------- | ----------- | ---------- | ----------------- | ----------------- | ----------------- | ----------------- | ---------- | ---------- | ----------- | ---------- | -------- | ------ | ----------- | ---------- |
| H. Bongartz    | 28         | 4          | 1           | 0          | 1                 | 0                 | 0                 | 0                 | 9          | 1          | 0           | 0          | 38       | 5      | 1           | 0          |
| A. Brehme      | 27         | 4          | 3           | 0          | 1                 | 0                 | 0                 | 0                 | 7          | 1          | 0           | 0          | 35       | 5      | 3           | 0          |
| H. Briegel     | 32         | 13         | 1           | 0          | 1                 | 0                 | 0                 | 0                 | 10         | 4          | 0           | 0          | 43       | 17     | 1           | 0          |
| A. Brummer     | 13         | 1          | 0           | 0          | 1                 | 0                 | 0                 | 0                 | 4          | 0          | 0           | 0          | 18       | 1      | 0           | 0          |
| M. Dusek       | 26         | 5          | 2           | 0          | 0                 | 0                 | 0                 | 0                 | 6          | 0          | 0           | 0          | 32       | 5      | 2           | 0          |
| L. Eigendorf   | 27         | 3          | 4           | 0          | 1                 | 0                 | 0                 | 0                 | 6          | 0          | 0           | 0          | 34       | 3      | 4           | 0          |
| N. Eilenfeldt  | 34         | 8          | 0           | 0          | 1                 | 0                 | 0                 | 0                 | 10         | 3          | 0           | 0          | 45       | 11     | 0           | 0          |
| F. Funkel      | 24         | 10         | 1           | 0          | 1                 | 0                 | 0                 | 0                 | 10         | 5          | 0           | 0          | 35       | 15     | 1           | 0          |
| B. Gerber      | 0          | 0          | 0           | 0          | 0                 | 0                 | 0                 | 0                 | 0          | 0          | 0           | 0          | 0        | 0      | 0           | 0          |
| R. Geye        | 30         | 0          | 1           | 0          | 1                 | 0                 | 0                 | 0                 | 9          | 3          | 0           | 0          | 40       | 3      | 1           | 0          |
| R. Hellström   | 9          | 0          | 0           | 0          | 0                 | 0                 | 0                 | 0                 | 3          | 0          | 0           | 0          | 12       | 0      | 0           | 0          |
| T. Henrichs    | 1          | 0          | 0           | 0          | 0                 | 0                 | 0                 | 0                 | 0          | 0          | 0           | 0          | 1        | 0      | 0           | 0          |
| E. Hofeditz    | 32         | 10         | 3           | 0          | 1                 | 0                 | 0                 | 0                 | 9          | 2          | 0           | 0          | 42       | 12     | 3           | 0          |
| B. Hübner      | 23         | 3          | 0           | 0          | 1                 | 0                 | 0                 | 0                 | 5          | 0          | 0           | 0          | 29       | 3      | 0           | 0          |
| D. Kitzmann    | 1          | 0          | 0           | 0          | 0                 | 0                 | 0                 | 0                 | 0          | 0          | 0           | 0          | 1        | 0      | 0           | 0          |
| W. Melzer      | 34         | 4          | 2           | 0          | 1                 | 0                 | 0                 | 0                 | 10         | 1          | 0           | 0          | 45       | 5      | 2           | 0          |
| H. Neues       | 21         | 2          | 1           | 1          | 0                 | 0                 | 0                 | 0                 | 7          | 0          | 0           | 0          | 28       | 2      | 1           | 1          |
| J. Park        | 0          | 0          | 0           | 0          | 0                 | 0                 | 0                 | 0                 | 0          | 0          | 0           | 0          | 0        | 0      | 0           | 0          |
| M. Plath       | 1          | 0          | 0           | 0          | 0                 | 0                 | 0                 | 0                 | 0          | 0          | 0           | 0          | 1        | 0      | 0           | 0          |
| A. Reichel     | 25         | 0          | 0           | 0          | 1                 | 0                 | 0                 | 0                 | 7          | 0          | 0           | 0          | 33       | 0      | 0           | 0          |
| M. Schuhmacher | 2          | 0          | 0           | 0          | 0                 | 0                 | 0                 | 0                 | 1          | 0          | 0           | 0          | 3        | 0      | 0           | 0          |
| W. Wolf        | 31         | 0          | 2           | 0          | 1                 | 0                 | 0                 | 0                 | 10         | 0          | 0           | 0          | 42       | 0      | 2           | 0          |